# Kopřivák (rostlina)
Kopřivák (Dendrocnide) je rod ostře žahavých rostlin z čeledě kopřivovitých rostoucí v tropických oblastech.

## Rozšíření
Rostliny tohoto rodu, který zahrnuje asi 35 druhů, rostou v jižní a jihovýchodní Asii, v Austrálii, na Papui Nové Guineji a na ostrovech v Pacifiku, hlavně na vlhkých stanovištích v nížinách. Většinou dávají přednost zásadité půdě a vyrůstají nejčastěji v lesních prolukách, na porušených okrajích pralesů nebo opuštěných obdělávaných pozemcích a zahradách, kam se šíří svými dobře klíčícími semeny.

## Popis
Jsou to stále zelené listnaté jednodomé nebo dvoudomé stromy (až 40 m vysoké) nebo zřídka keře s větvemi sympodiálně rostoucími ukončenými růžicemi listů. Dřevo těchto stromů se řadí mezi měkká, řídká dřeva jehličnanů. Jednoduché, střídavé, často velmi veliké listy s opadavými palisty vyrůstají na dlouhých řapících. Jejích kožovité, zpeřeně žilnaté čepele bývají zvlněné, vroubkované nebo hladké a jsou vždy porostlé ostrými a tvrdými chlupy.
Jednopohlavné květy na stopkách vyrůstají v chomáčích nebo vějířích a tvoří axiální květenství hrozen nebo klas. Samčí květy se 4 až 5 okvětními lístky mají tyčinky s prašníky a zakrslý pestík. Samičí květy se 4 nestejně velkými, překrývajícími se okvětními lístky vespod srostlými vyrůstají jednotlivě nebo jsou seřazeny do řad či vějíře. Mají oválný, jednodílný, horní semeník s nitkovou nebo jazýčkovitou bliznou. Neokřídlený plod s jedním semenem je oříšek nebo nažka s tvrdým obalem a připojenou trvalou bliznou, je podlouhle zploštěného, elipsoidního až vejčitého tvaru, obvykle bývá výrazně bradavčitý.

## Význam
Ekonomický přínos rostlin rodu kopřivák je minimální. Jeho dřevo je nekvalitní a používá se výhradně jako palivo. Z kůry některých druhů vyrábějí místní obyvatelé provazy.

## Nebezpečí

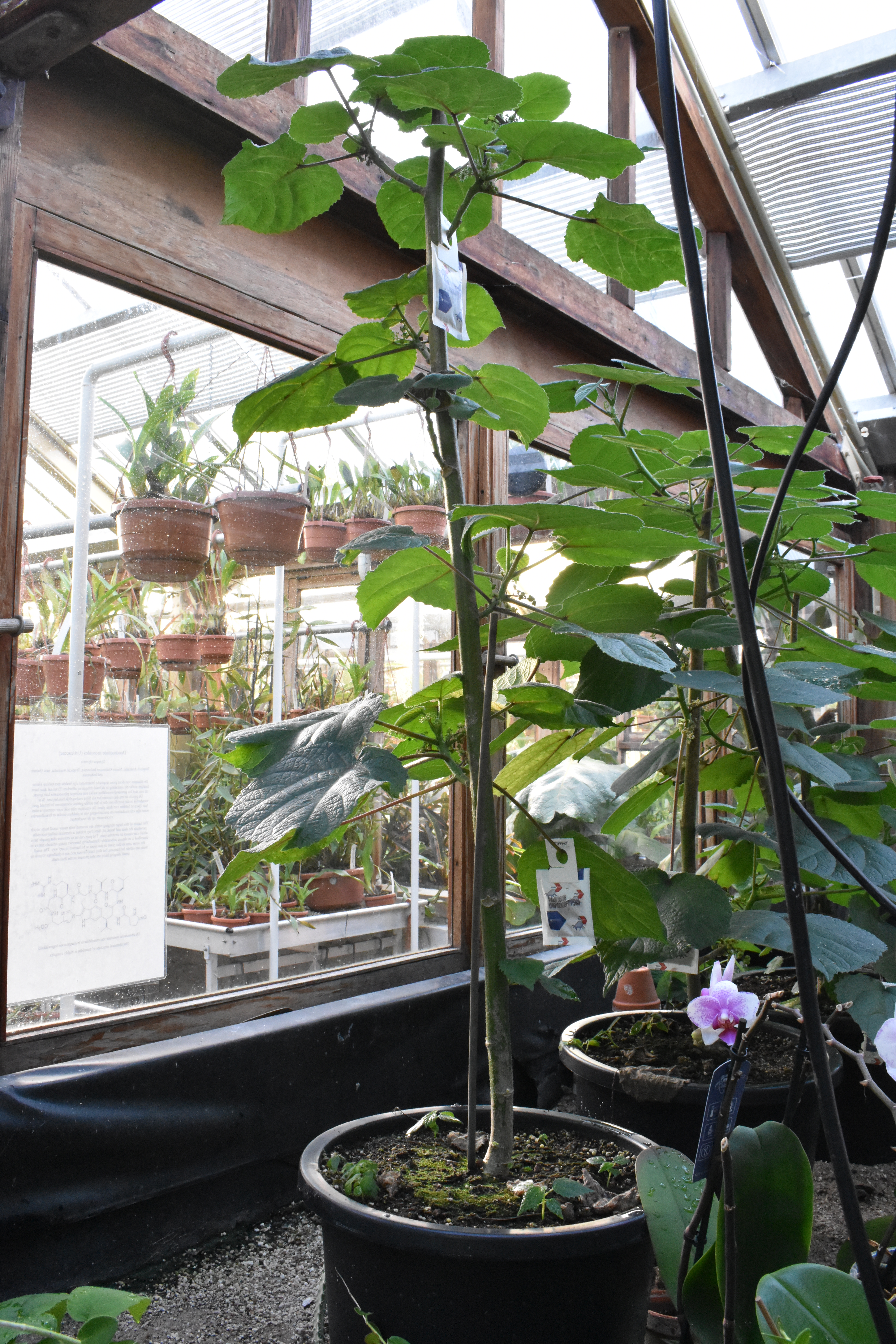
Dendrocide moroides

Všechny druhy tohoto rodu mají listy pokryty tvrdými dutými chlupy které jsou inkrustovány křemičitany a jsou náchylné na mechanické poškození. Dojde-li ke kontaktu se živočichem konec chlupu se po zapíchnutí do jeho kůže odlomí a uvolní se z něho žahavá látka. Rostlina chlupy pravidelně obměňuje a opadávající mohou mimoděk způsobit potíže při vdechnutí.
Na rozdíl od známé kopřivy dvoudomé která používá kyselinu mravenčí, kopřivák do kůže vpravuje směs dosud ne zcela prozkoumaných toxinů které způsobují zrudnutí a bolest nejen v postiženém místě, ale i v jiných částech těla. Přestože toto žahnutí nezpůsobí zjistitelné poškození organismu, může bolest trvat i několik dnů nebo se opětovně vracet. Jednotlivé druhy kopřiváku jsou rozličně nebezpečné, nejvíce bolestivé je asi zasažení kopřivákem morušovitým.